# 칼 렘리 주니어
칼 렘리 주니어(영어: Carl Laemmle Jr., 1908년 4월 28일 ~ 1979년 9월 24일)는 미국 기업가, 영화 제작자로, 유니버설 스튜디오의 창립자인 사업가 칼 렘리의 아들이다. 아버지의 뒤를 이어 스튜디오를 경영했고, 《서부 전선 이상 없다》(1930), 《드라큘라》(1931), 《프랑켄슈타인》(1931), 《미이라》(1932), 《투명인간》(1933), 《프랑켄슈타인의 신부》(1935) 등의 영화를 남기며 유니버설의 전성기를 이끌었다. 1979년 9월 24일 뇌졸중으로 사망하였는데 이 날은 40년 전 그의 아버지의 기일과 같은 날짜였다.

## 출연 작품
- 쇼 보트 (1936)
- 착한 요정 (1935)
- 프랑켄슈타인 2 - 프랑켄슈타인의 신부 (1935)
- 검은 고양이 (1934)
- 슬픔은 그대 가슴에 (1934)
- 첫 항해 (1933)
- 카운셀러 엣 로 (1933)
- 투명 인간 (1933)
- 올드 다크 하우스 (1932)
- 미이라 (1932)
- 아이언 맨 (1931)
- 드라큐라 (1931)
- 프랑켄슈타인 (1931)
- 드라큐라 (1931)
- 킹 오브 재즈 (1930)
- 서부 전선 이상 없다 (1930)
- 브로드웨이 (1929)
- 외로운 (1928)